# جایزه آریل برای بهترین اجرای موفق
جایزه آریل برای بهترین اجرای موفق (به انگلیسی: Ariel Award for Best Breakthrough Performance) جایزه‌ای است که اخیراً توسط آکادمی علوم و هنرهای سینمایی مکزیک (AMACC) ارائه شده است. اعطای این جایزه از سال ۲۰۱۹ شروع شد و جایگزین هر دو دسته مهم جنسیتی شده است. این جایزه به افتخار بازی یک هنرمند بازیگر در یک نقش موفقیت‌آمیز اهدا می‌شود.
چهار بازیگر برنده این تندیس بوده‌اند، بنی امانوئل اولین برنده برای بازی دلا انفانسیا (۲۰۱۸) بود. دارنده فعلی این جایزه نایما سنتیس برای توتم (۲۰۲۳) است.

## برندگان و نامزدها
| سال  | مدیر(ها)                  | فیلم                    | منابع       |
| ---- | ------------------------- | ----------------------- | ----------- |
| ۲۰۱۹ | بنی امانوئل‡              | دلا انفانسیا            | [ ۳ ]       |
| ۲۰۱۹ | آگوستینا کوینچی           | خدمتکار خونه            | [ ۳ ]       |
| ۲۰۱۹ | آلان اوریبی               | خدمتکار خونه            | [ ۳ ]       |
| ۲۰۱۹ | برناردو ولاسکو            | موزه                    | [ ۳ ]       |
| ۲۰۱۹ | نانسی گارسیا              | رومیان                  | [ ۳ ]       |
| ۲۰۲۰ | خوان دانیل گارسیا تروینو‡ | من دیگه اینجا نیستم     | [ ۴ ]       |
| ۲۰۲۰ | "آزول گیزل ماگانا روئز"   | آفسکسیا                 | [ ۴ ]       |
| ۲۰۲۰ | کورال پونته               | من دیگه اینجا نیستم     | [ ۴ ]       |
| ۲۰۲۰ | جوانا هیدی فرگوسو         | آفسکسیا                 | [ ۴ ]       |
| ۲۰۲۰ | ادواردو باندا             | هواچیکولرو              | [ ۴ ]       |
| ۲۰۲۱ | Indira Rubie Andrewin‡    | جنگل غم‌انگیز            | [ ۵ ]       |
| ۲۰۲۱ | آنا لورا رودریگز          | ویژگی‌های شناسایی        | [ ۵ ]       |
| ۲۰۲۱ | خوان ژسوس ورالا           | ویژگی‌های شناسایی        | [ ۵ ]       |
| ۲۰۲۱ | لئوناردو ناهیم ناجر مارکز | لوس لوبوس               | [ ۵ ]       |
| ۲۰۲۱ | ماکسیمیلیانو ناجار مارکیز | لوس لوبوس               | [ ۵ ]       |
| ۲۰۲۲ | آدریان راس‡               | سفید تابستان            | [ ۶ ]       |
| ۲۰۲۲ | الیهاندرا کاماچو          | دعا برای دزدیده شده     | [ ۶ ]       |
| ۲۰۲۲ | گیزل باررا                | دعا برای دزدیده شده     | [ ۶ ]       |
| ۲۰۲۲ | اسرائیل رودریگز           | توم دیگه                | [ ۶ ]       |
| ۲۰۲۲ | جولیا چاوز                | توم دیگه                | [ ۶ ]       |
| 2023 | امیلیا برجون‡             | تریگال                  | [ ۷ ]       |
| 2023 | استاسیو اسکاسیو           | کفش قرمز                | [ ۷ ]       |
| 2023 | دژابرنگنجی                | لا کیدا                 | [ ۷ ]       |
| 2023 | دیگو آرماندو لارا         | پادشاهی خدا             | [ ۷ ]       |
| 2023 | ایزابل لونا               | هوسرا: زن استخوان       | [ ۷ ]       |
| 2024 | نایما سینتیز              | توتم                    | [ ۸ ] [ ۹ ] |
| 2024 | دانای آهوجا اپاریسیو      | والنتینا او لا سریناداد | [ ۸ ] [ ۹ ] |
| 2024 | روکو دی لا مامانا         | آډولفو                  | [ ۸ ] [ ۹ ] |
| 2024 | سوری گورزا                | تمام                    | [ ۸ ] [ ۹ ] |
| 2024 | آیکال پاریدس              | "الآخری واگون"          | [ ۸ ] [ ۹ ] |
| 2024 | سانتیاگو ساندوول          | هروئکو                  | [ ۸ ] [ ۹ ] |